# Rythme (poésie)
Pour les articles homonymes, voir Rythme (homonymie).
Les origines romaine de la notion de rythme se confondent avec celles de la poésie : la métrique gréco-latine inclut en effet une théorie du rythme extrêmement élaborée. Toutes les métriques (quantitatives, syllabiques, accentuelles) sont susceptibles d'induire des rythmes. De manière générale, le rythme poétique (ou métrique) est associé au schéma métrique abstrait d'un vers (modèle) et non à l'énoncé linguistique qui le constitue. Il est donc, conceptuellement, distinct de ce qu'on pourrait appeler le rythme prosaïque de l'énoncé (ou rythme prosodique).

## En métrique quantitative
En métrique gréco-latine, tout vers se décompose en pieds élémentaires qui peuvent être considérées comme ses plus petites unités rythmiques. Par exemple, dans un vers dactylique, on peut se représenter chaque pied (– UU) comme un mouvement d'« abaissement », ou thésis suivi d'un mouvement d'« élévation », ou arsis. Avec le thésis, parfois dénommé demi-pied « fort » est associé l'ictus, qui correspond au moment où le pied (ou la main) qui « bat » le vers frappe le sol (ou la table). C'est l'impression de mouvement qui naît de la récurrence des cycles arsis-thésis qu'on appelle rythme. Un hexamètre dactylique, par exemple, connaît six ictus sur ses six demi-pieds impairs. Le fait que le vers soit (mentalement ou physiquement) « battu » n'implique pas nécessairement que les ictus se traduisent par un renforcement dans la voix de celui qui dit ou chante le vers : il suffit que ceux-ci soient reconnus comme tels par l'auditeur pour que le rythme existe dans son esprit.
Le rythme poétique (ou métrique) est associé au schéma métrique du vers et n'est donc pas directement lié à l'énoncé linguistique qui constitue le vers. Par exemple, si l'on considérait le premier vers de l’Énéide comme un énoncé en prose, on pourrait marquer ses accents toniques de la manière suivante :
árma virúmque cáno Trójae quí prímus ab óris
Il n'est pas interdit d'imaginer que la récurrence de l'accent induise un rythme qu'on pourrait qualifier de prosodique. Si l'on se souvient maintenant qu'il s'agit d'un hexamètre dactylique, on marquera comme suit ses ictus métriques :
árma virúmque canó Trojáe qui prímus ab óris
On voit bien que la coïncidence n'est que partielle, et que rien n'oblige formellement les ictus à coïncider avec les accents toniques. Il n'est pas interdit de penser que les subtiles tensions susceptibles de se manifester entre rythme métrique et rythme prosodique participent de l'esthétique de cette poésie.

## En métrique syllabique
En métrique syllabique, par exemple en français, les seuls lieux remarquables des schémas métriques, et par conséquent susceptibles de servir de base à un rythme métrique, sont la rime (dernière syllabe numéraire du vers) et, s'il y a lieu, la césure. Une des caractéristiques de la poésie classique est d'éviter au maximum les tensions rythmiques à la césure et à la rime, et donc de caler le rythme prosodique (lié aux accents toniques) sur le rythme métrique. Il n'en va pas de même au Moyen Âge et à la période romantique.
La césure «lyrique», largement pratiquée par les trouvères, se caractérise par une non-coïncidence entre rythme métrique et rythme prosodique. Dans le décasyllabe :
Douce dame s'ainz riens d'amours conui (Thibaut de Champagne)
l'ictus métrique lié à la césure (4e syllabe) correspond à une syllabe féminine qui est donc dépourvue d'accent tonique.
Les romantiques, et encore plus les post-romantiques, se jouent de la césure et y introduisent toutes sortes de tensions rythmiques. Dans :
Et la tigresse épouvantable d'Hyrcanie (Paul Verlaine)
le poète associe à la césure (6e syllabe) la deuxième syllabe du mot épouvantable, en elle-même fort peu susceptible de porter un accent tonique.

## En métrique accentuelle
Dans ce type de métrique, les schémas comprennent des positions fortes, qui sont destinées à recevoir des syllabes accentuées. Il existe donc, en principe un calage systématique du rythme prosodique sur le rythme métrique. Ce type de métrique est donc, en théorie, celui qui permet le moins de subtilités rythmiques.